# Ágios Nikólaos (Crète)
Pour les articles homonymes, voir Agios Nikolaos.
Ágios Nikólaos (en grec : Άγιος Νικόλαος, /ˈaʝos niˈkolaos/, litt. « Saint Nicolas ») est une ville côtière située à l’est de la Crète. C’est le chef-lieu du district régional de Lassíthi.
Au centre de la localité se trouve le lac Voulismeni. Ce bassin est bordé de cafés, de tavernes et de boutiques. Jadis on le nommait « bassin d'Artémis » et depuis 1870 un bief le relie au port. Le lac réputé « sans fond » a en réalité une profondeur de 64 m. 
La ville est l'une des principales en ce qui concerne les divertissements et la vie nocturne de la Crète. De nombreux bars, restaurants, tavernes, boutiques sont présents et ouverts le soir. Un marché s'y tient également chaque semaine.

## Administration
Ágios Nikólaos est le siège du dème homonyme et d'un de ses districts municipaux.

## Géographie et climat
La ville est située à 64 km à l'est de la capitale de l'île, Héraklion. Elle est bâtie sur la côte du golfe de Mirabello. 
Le climat d'Ágios Nikólaos est méditerranéen avec des étés chauds et secs et des hivers doux et humides.
| Mois                              | jan. | fév. | mars | avril | mai  | juin | jui. | août | sep. | oct. | nov. | déc. |
| --------------------------------- | ---- | ---- | ---- | ----- | ---- | ---- | ---- | ---- | ---- | ---- | ---- | ---- |
| Température minimale moyenne (°C) | 8,8  | 8,7  | 9,4  | 12,6  | 16,5 | 19,9 | 23,2 | 23,8 | 21,4 | 18,2 | 15,2 | 11,8 |
| Température maximale moyenne (°C) | 16,4 | 16,3 | 17,6 | 19,7  | 24,3 | 26,3 | 29,6 | 29,9 | 27,4 | 23,7 | 19,2 | 17,5 |

## Économie
L'une des activités économiques dans le village est la culture de l'olivier.